# Tunnel du Rove
Tunnel du Rove is een scheepvaarttunnel in Zuid-Frankrijk onder het gebergte  Chaîne de l'Estaque. De tunnel is 7,1 km lang en 22 m breed en werd in 1926 geopend. De tunnel is de langste scheepvaarttunnel ter wereld en maakte een verbinding mogelijk tussen de Rhône (via Étang de Berre) en de Middellandse Zee. In 1963 is een deel van de tunnel ingestort en werd de verbinding voor scheepvaart gesloten.
De naam van de tunnel en het gelijknamige kanaal verwijst naar de plaats Le Rove boven het ondergrondse kanaal.